# GKS Katowice
A GKS Katowice egy labdarúgócsapat Katowicében, Lengyelországban, jelenleg a lengyel labdarúgó-bajnokság másodosztályában szerepel.
Hazai mérkőzéseiket a közel 7000 fő befogadására alkalmas Stadion GKS Katowicében játsszák.

## Sikerei
- Lengyel labdarúgókupa
  - Győztes (3): 1986, 1991, 1993
- Lengyel labdarúgó-szuperkupa
  - Győztes (2): 1991, 1995

### Ismertebb játékosok
- Paweł Brożek (2004)

## Fordítás
- Ez a szócikk részben vagy egészben  a   GKS Katowice című angol Wikipédia-szócikk fordításán alapul.  Az eredeti cikk szerkesztőit annak laptörténete sorolja fel. Ez a jelzés csupán a megfogalmazás eredetét és a szerzői jogokat jelzi, nem szolgál a cikkben szereplő információk forrásmegjelöléseként.

## Külső hivatkozások
- Hivatalos web-oldal